# غيلمر ماكورميك
غيلمر ماكورميك (بالإنجليزية: Gilmer McCormick)‏ هي ممثلة أمريكية، ولدت في 13 مارس 1947 في لويفيل في الولايات المتحدة.

## وصلات خارجية
- غيلمر ماكورميك على موقع IMDb (الإنجليزية)
- غيلمر ماكورميك على موقع ديسكوغز (الإنجليزية)
- غيلمر ماكورميك على موقع قاعدة بيانات الفيلم (الإنجليزية)